# Crematogaster paolii
Crematogaster paolii är en myrart som beskrevs av Menozzi 1930. Crematogaster paolii ingår i släktet Crematogaster och familjen myror. Inga underarter finns listade i Catalogue of Life.